# صيدناني بني
صيدناني بني (الاسم العلمي: Tamias umbrinus) (بالإنجليزية: Uinta Chipmunk)‏ هو نوع من الحيوانات يتبع جنس الصيدناني من الفصيلة السنجابية.